# Pablo Aimar
Pour les articles homonymes, voir Aimar.
Pablo César Aimar, né le  à Río Cuarto en Argentine, est un ancien footballeur international argentin qui possède également la nationalité espagnole.
Formé à River Plate où il remporte de nombreux titres argentins, ce meneur de jeu est recruté en janvier 2001 par le Valence CF, avec lequel il est champion d'Espagne à deux reprises. Il est régulièrement sélectionné en équipe d'Argentine dans les années 2000 et participe notamment aux coupes du monde de 2002 et 2006.

## Biographie

### Jeunesse
Issu d'une bonne famille de Río Cuarto, dans la Province de Córdoba, le jeune Pablo Aimar suit des études de médecine avant de se tourner vers une carrière de footballeur au sein des équipes de jeunes de River Plate à Buenos Aires.

### Carrière professionnelle

#### River Plate (1996-2001)
Il intègre l'équipe première lors de la saison 1996-1997. Vainqueur de la Coupe du monde de football des moins de 20 ans en 1997 (alors qu'il n'a que 17 ans) et des championnats sud-américains de la catégorie (en 1997 et 1999), il est alors considéré comme l'un des meilleurs espoirs argentins. Il s'impose rapidement comme titulaire en tant que meneur de jeu et remporte trois titres de champion d'Argentine (en 1997, 1999 et 2000).
Il fête sa première sélection en équipe d'Argentine pour un déplacement au Mexique (2-2) en 1999. Son premier but fut inscrit le 16 août 2000 lors de la réception du équipe du Paraguay au cours d'un match de qualification pour la Coupe du monde de football de 2002. Il a alors seulement 21 ans. Cette saison 1999-2000 sous le maillot de Club Atlético River Plate est très bonne pour le jeune milieu de terrain qui trouve le chemin des filets 13 fois en 32 apparitions.

#### Valence CF (2001-2006)
En janvier 2001, durant le mercato d'hiver, le Valence CF obtient son transfert en échange d'une indemnité de 24 millions d'euros.
Le joueur jouit alors d'une réputation de technicien et de dribbleur hors pair. Maradona, avec qui Aimar fut souvent comparé, admiratif dit alors : « Pablo Aimar est le seul joueur pour lequel je paierai pour voir jouer. » Valence FC atteint quelques mois plus tard, en juin 2001, la finale de la Ligue des champions 2000-2001 et s'incline aux tirs au but face au Bayern Munich. Durant cette demi-saison (de janvier à mai 2001), l'Argentin dispute 10 matches et inscrit 2 buts.
Sa première saison complète voit le club valencian remporter le championnat d'Espagne 2001-2002 31 ans après son dernier succès en Liga. Sous la houlette de Rafael Benitez Pablo Aimar y contribue grandement, jouant 33 matches (pour 4 buts). L'équipe de Valence FC est alors impressionnante avec des joueurs de la valeur de Santiago Cañizares, Gaizka Mendieta, Roberto Ayala, Kily González ou John Carew. À l'issue de cette saison Aimar est désigné troisième meilleur joueur sud-américain du championnat espagnol par l'agence de presse EFE), derrière Javier Saviola et Fabricio Coloccini. Il est logiquement sélectionné pour la coupe du monde de 2002, où il participe aux trois matchs des Argentins qui sont piteusement éliminés au premier Tour.
Le 26 octobre 2002, Aimar se fait remarquer lors d'un match de championnat face à l'Athletic Bilbao en réalisant un triplé, contribuant ainsi à la large victoire de son équipe (5-1).
Deux ans plus tard, il a perdu sa place de titulaire en sélection, à cause notamment de blessures à répétition,,, mais il participe à la conquête du championnat et de la coupe UEFA. Après deux nouvelles saisons pleines (de 2004 à 2006) ou il se distingue (Trophée EFE du meilleur joueur sud-américain du Championnat d'Espagne à la fin de la saison 2005-2006, il est sélectionné pour la Coupe des confédérations 2005 (où il marque le but argentin lors de la finale perdue face au Brésil) puis pour la coupe du monde de 2006.

#### Real Saragosse (2006-2008)
En 2006, il est transféré au Real Saragosse en échange de 12 millions d'euros. 
Aimar inscrit son premier but pour le club le 10 septembre 2006, lors d'une rencontre de championnat face à l'Espanyol de Barcelone. Titularisé, il ouvre le score et contribue à la victoire de son équipe par trois buts à zéro. Il est de nouveau buteur le 24 septembre suivant contre le Villarreal CF. Titulaire, il ouvre le score mais son équipe est finalement battue par trois buts à deux.
Après une première saison réussie, à l'issue de laquelle il obtient la nationalité espagnole, il est sélectionné pour la Copa América 2007, où l'Argentine est de nouveau défaite par le Brésil en finale. L'année suivante est beaucoup plus compliquée : victime de nouvelles blessures, il ne joue que 25 matches, toutes compétitions confondues, sans marquer un seul but. Son club est finalement relégué et lui-même perd sa place en équipe nationale.

#### Benfica Lisbonne (2008-2013)
Le 17 juillet 2008, Aimar signe un contrat de quatre ans avec le club portugais du Benfica Lisbonne, en échange d'une indemnité de 6,5 millions d'euros. Il joue son premier match sous ses nouvelles couleurs le 24 août 2008, lors de la première journée de la saison 2008-2009 de première division portugaise face au Rio Ave FC. Il est titularisé et les deux équipes se neutralisent (1-1 score final). Après des débuts difficiles, il parvient à retrouver une bonne forme et retrouver un bon niveau de performance. Lors de sa deuxième saison, il anime avec brio l'attaque lisboète (composée d'Óscar Cardozo et Javier Saviola) et remporte le championnat.
Il est sélectionné au cours de la saison pour un match éliminatoire de la coupe du monde 2010, ce qui porte à 52 son nombre de sélections (pour 8 buts) en équipe d'Argentine. Malgré tout, Diego Maradona, sélectionneur, ne l'emmène pas dans le groupe des 23 joueurs qui joue la Coupe du monde de football de 2010 en Afrique du Sud.

#### Fin de carrière (2013-2015)
Le 14 septembre 2013, il signe un contrat pour deux saisons, plus une en option, avec le club malaisien du Johor Darul Ta'zim. En avril 2014, il est licencié. Il rejoint le River Plate pour la saison 2015 mais annonce sa retraite en juillet 2015.                                            

### Carrière d'entraîneur
Le 13 juillet 2017, Pablo Aimar est nommé sélectionneur de l'équipe d'Argentine des moins de 17 ans.
Le 3 août 2018, Lionel Scaloni est nommé sélectionneur intérimaire de l'équipe d'Argentine et Pablo Aimar devient l'un de ses entraîneurs-adjoints. Aimar, ami personnel de Scaloni, intervient sur la tactique et la stratégie.

## Statistiques
| Saison                | Club                  | Championnat           | Championnat | Championnat | Championnat | Coupe nationale | Coupe nationale | Coupe nationale | Coupe de la Ligue | Coupe de la Ligue | Coupe de la Ligue | Supercoupe | Supercoupe | Supercoupe | Compétition(s) continentale(s) | Compétition(s) continentale(s) | Compétition(s) continentale(s) | Compétition(s) continentale(s) | Supercoupe UEFA | Supercoupe UEFA | Supercoupe UEFA | Argentine | Argentine | Argentine | Total | Total | Total |
| Saison                | Club                  | Division              | M.          | B.          | P.d.        | M.              | B.              | P.d.            | M.                | B.                | P.d.              | M.         | B.         | P.d.       | Comp.                          | M.                             | B.                             | P.d.                           | M.              | B.              | P.d.            | M.        | B.        | P.d.      | M.    | B.    | P.d.  |
| 1996-1997             | River Plate           | Primera División      | 1           | 0           | -           | -               | -               | -               | -                 | -                 | -                 | -          | -          | -          | -                              | -                              | -                              | -                              | -               | -               | -               | -         | -         | -         | 1     | 0     | 0     |
| 1997-1998             | River Plate           | Primera División      | 16          | 4           | 3           | -               | -               | -               | -                 | -                 | -                 | -          | -          | -          | -                              | -                              | -                              | -                              | -               | -               | -               | -         | -         | -         | 16    | 4     | 3     |
| 1998-1999             | River Plate           | Primera División      | 18          | 2           | 2           | -               | -               | -               | -                 | -                 | -                 | -          | -          | -          | -                              | -                              | -                              | -                              | -               | -               | -               | 2         | 0         | 0         | 20    | 2     | 2     |
| 1999-2000             | River Plate           | Primera División      | 32          | 13          | 8           | -               | -               | -               | -                 | -                 | -                 | -          | -          | -          | -                              | -                              | -                              | -                              | -               | -               | -               | 1         | 0         | 0         | 33    | 13    | 8     |
| 2000-2001             | River Plate           | Primera División      | 15          | 2           | 3           | -               | -               | -               | -                 | -                 | -                 | -          | -          | -          | -                              | -                              | -                              | -                              | -               | -               | -               | 4         | 1         | 0         | 19    | 3     | 3     |
| Sous-total            | Sous-total            | Sous-total            | 82          | 21          | 16          | -               | -               | -               | -                 | -                 | -                 | -          | -          | -          | -                              | -                              | -                              | -                              | -               | -               | -               | 7         | 2         | 0         | 89    | 23    | 16    |
| 2000-2001             | Valence CF            | Primera División      | 10          | 2           | 2           | -               | -               | -               | -                 | -                 | -                 | -          | -          | -          | C1                             | 8                              | 0                              | 1                              | -               | -               | -               | 3         | 0         | 0         | 21    | 2     | 3     |
| 2001-2002             | Valence CF            | Primera División      | 33          | 4           | 9           | -               | -               | -               | -                 | -                 | -                 | -          | -          | -          | C3                             | 6                              | 2                              | 3                              | -               | -               | -               | 11        | 1         | 1         | 50    | 7     | 13    |
| 2002-2003             | Valence CF            | Primera División      | 31          | 8           | 3           | 2               | 0               | -               | -                 | -                 | -                 | 2          | 0          | -          | C1                             | 11                             | 3                              | 5                              | -               | -               | -               | 4         | 1         | 0         | 50    | 12    | 8     |
| 2003-2004             | Valence CF            | Primera División      | 25          | 4           | 7           | 5               | 0               | -               | -                 | -                 | -                 | -          | -          | -          | C3                             | 8                              | 0                              | 2                              | -               | -               | -               | 7         | 3         | 2         | 45    | 7     | 11    |
| 2004-2005             | Valence CF            | Primera División      | 31          | 4           | 8           | 1               | 0               | -               | -                 | -                 | -                 | 1          | 0          | -          | C1+C3                          | 3+2                            | 1+1                            | 0                              | 1               | 0               | 0               | 5         | 1         | 0         | 44    | 7     | 8     |
| 2005-2006             | Valence CF            | Primera División      | 33          | 5           | 5           | 2               | 0               | -               | -                 | -                 | -                 | -          | -          | -          | C1                             | 2                              | 0                              | 0                              | -               | -               | -               | 6         | 0         | 1         | 43    | 5     | 6     |
| Sous-total            | Sous-total            | Sous-total            | 162         | 27          | 34          | 11              | 0               | -               | -                 | -                 | -                 | 2          | 0          | -          | -                              | 32                             | 7                              | 11                             | 1               | 0               | 0               | 36        | 6         | 4         | 244   | 40    | 49    |
| 2006-2007             | Real Saragosse        | Liga                  | 31          | 5           | 7           | 1               | 0               | 1               | -                 | -                 | -                 | -          | -          | -          | -                              | -                              | -                              | -                              | -               | -               | -               | 8         | 1         | 0         | 40    | 6     | 8     |
| 2007-2008             | Real Saragosse        | Liga                  | 22          | 0           | 3           | 2               | 0               | 0               | -                 | -                 | -                 | -          | -          | -          | C3                             | 1                              | 0                              | 0                              | -               | -               | -               | -         | -         | -         | 25    | 0     | 3     |
| Sous-total            | Sous-total            | Sous-total            | 53          | 5           | 10          | 3               | 0               | 1               | -                 | -                 | -                 | -          | -          | -          | -                              | 1                              | 0                              | 0                              | -               | -               | -               | 8         | 1         | 0         | 65    | 6     | 11    |
| 2008-2009             | Benfica Lisbonne      | Liga Sagres           | 22          | 1           | 5           | 2               | 0               | 1               | 4                 | 1                 | 1                 | -          | -          | -          | C3                             | 1                              | 0                              | 0                              | -               | -               | -               | -         | -         | -         | 29    | 2     | 7     |
| 2009-2010             | Benfica Lisbonne      | Liga Sagres           | 25          | 4           | 8           | 1               | 0               | 0               | 4                 | 0                 | 0                 | -          | -          | -          | C3                             | 11                             | 1                              | 3                              | -               | -               | -               | 1         | 0         | 1         | 42    | 5     | 12    |
| 2010-2011             | Benfica Lisbonne      | Liga Sagres           | 23          | 5           | 6           | 6               | 1               | 0               | 4                 | 0                 | 0                 | 1          | 0          | 0          | C1+C3                          | 5+7                            | 0+1                            | 0+1                            | -               | -               | -               | -         | -         | -         | 46    | 7     | 7     |
| 2011-2012             | Benfica Lisbonne      | Liga Sagres           | 24          | 2           | 9           | 2               | 0               | 0               | 4                 | 0                 | 0                 | -          | -          | -          | C1                             | 12                             | 1                              | 3                              | -               | -               | -               | -         | -         | -         | 42    | 3     | 12    |
| 2012-2013             | Benfica Lisbonne      | Liga Sagres           | 13          | 0           | 3           | 3               | 0               | 0               | 2                 | 0                 | 0                 | -          | -          | -          | C1+C3                          | 2+1                            | 0                              | 0                              | -               | -               | -               | -         | -         | -         | 21    | 0     | 3     |
| Sous-total            | Sous-total            | Sous-total            | 107         | 12          | 31          | 14              | 1               | 1               | 18                | 1                 | 1                 | 1          | 0          | 0          | -                              | 39                             | 3                              | 7                              | -               | -               | -               | 1         | 0         | 1         | 180   | 17    | 41    |
| 2014                  | Johor Darul Ta'zim    | Super League          | 8           | 2           | 2           | -               | -               | -               | -                 | -                 | -                 | -          | -          | -          | -                              | -                              | -                              | -                              | -               | -               | -               | -         | -         | -         | 8     | 2     | 2     |
| Sous-total            | Sous-total            | Sous-total            | 8           | 2           | 2           | -               | -               | -               | -                 | -                 | -                 | -          | -          | -          | -                              | -                              | -                              | -                              | -               | -               | -               | -         | -         | -         | 8     | 2     | 2     |
| 2015                  | River Plate           | Primera División      | 1           | 0           | 0           | 1               | 0               | 0               | -                 | -                 | -                 | -          | -          | -          | -                              | -                              | -                              | -                              | -               | -               | -               | -         | -         | -         | 2     | 0     | 0     |
| Sous-total            | Sous-total            | Sous-total            | 1           | 0           | 0           | 1               | 0               | 0               | -                 | -                 | -                 | -          | -          | -          | -                              | -                              | -                              | -                              | -               | -               | -               | -         | -         | -         | 2     | 0     | 0     |
| Total sur la carrière | Total sur la carrière | Total sur la carrière | 575         | 87          | 147         | 29              | 1               | 2               | 18                | 1                 | 1                 | 4          | 0          | 0          | -                              | 80                             | 10                             | 18                             | 1               | 0               | 0               | 52        | 8         | 5         | 759   | 107   | 173   |

### Buts internationaux
| Buts en sélection de Pablo Aimar | Buts en sélection de Pablo Aimar | Buts en sélection de Pablo Aimar                    | Buts en sélection de Pablo Aimar | Buts en sélection de Pablo Aimar | Buts en sélection de Pablo Aimar | Buts en sélection de Pablo Aimar        |
|                                  | Date                             | Lieu                                                | Adversaire                       | Score                            | Résultats                        | Compétitions                            |
| -------------------------------- | -------------------------------- | --------------------------------------------------- | -------------------------------- | -------------------------------- | -------------------------------- | --------------------------------------- |
| 1.                               | 16 août 2000                     | Estadio Monumental, Buenos Aires, Argentine         | Paraguay                         | 1 – 1                            | 1–1                              | Éliminatoires de la Coupe du monde 2002 |
| 2.                               | 27 mars 2002                     | Genève, Suisse                                      | Cameroun                         | 2 – 2                            | 2–2                              | Match amical                            |
| 3.                               | 30 avril 2003                    | Stade du 11 Juin, Tripoli, Libye                    | Libye                            | 3 – 1                            | 3–1                              | Match amical                            |
| 4.                               | 6 septembre 2003                 | River Plate Stadium, Buenos Aires, Argentine        | Chili                            | 2 – 0                            | 2–2                              | Éliminatoires de la Coupe du monde 2006 |
| 5.                               | 9 septembre 2003                 | Estadio Olímpico, Caracas, Venezuela                | Venezuela                        | 1 – 0                            | 3–0                              | Éliminatoires de la Coupe du monde 2006 |
| 6.                               | 15 novembre 2003                 | River Plate Stadium, Buenos Aires, Argentine        | Bolivie                          | 3 – 0                            | 3–0                              | Éliminatoires de la Coupe du monde 2006 |
| 7.                               | 29 juin 2005                     | Waldstadion, Francfort, Allemagne                   | Brésil                           | 1 - 4                            | 1–4                              | Coupe des confédérations 2005           |
| 8.                               | 28 juin 2007                     | Estadio José Pachencho Romero, Maracaibo, Venezuela | États-Unis                       | 3 – 1                            | 4–1                              | Copa América 2007                       |

## Palmarès

### En club
River Plate (6)
- Vainqueur de la Copa Libertadores en 1996
- Vainqueur de la Supercopa Sudamericana en 1997
- Champion d'Argentine en 1996–1997 (ouverture), 1997-1998 (ouverture) et 1999-2000 (ouverture et clôture)

 Valence CF (4)
- Champion d'Espagne en 2001-2002 et 2003-2004
- Vainqueur de la Coupe de l'UEFA en 2004
- Vainqueur de la Supercoupe de l'UEFA en 2004
- Finaliste de la Ligue des champions en 2001

 Benfica (4)
- Champion du Portugal en 2009-2010
- Vainqueur de la Coupe de la Ligue portugaise en 2008-2009, 2009-2010 et 2010-2011
- Finaliste de la Ligue Europa en 2013
- Vice-champion du Portugal en 2013

### En sélection
- Finaliste de la Coupe des Confédérations 2005 avec l'équipe d'Argentine
- Finaliste de la Copa América 2007 avec l'équipe d'Argentine
- Vainqueur de la Coupe du monde des moins de 20 ans 1997 avec l'équipe d'Argentine -20 ans

### Distinctions personnelles
- Meilleur joueur sud-américain du championnat espagnol (trophée EFE) pour la saison 2005-2006
- Meilleur passeur de la Ligue des champions de l'UEFA de la saison 2002-2003
- Troisième meilleur joueur sud-américain du championnat espagnol (trophée EFE) pour la saison 2001-2002